# Streblacanthus amoenus
Streblacanthus amoenus är en akantusväxtart som först beskrevs av Cornelis Eliza Bertus Bremekamp, och fick sitt nu gällande namn av T.F. Daniel. Streblacanthus amoenus ingår i släktet Streblacanthus och familjen akantusväxter. Inga underarter finns listade i Catalogue of Life.